# The Cluetrain Manifesto

Le Cluetrain Manifesto (Manifeste des évidences) est un texte rédigé par Rick Levine, Christopher Locke, Doc Searls, et David Weinberger. Il est d'abord diffusé sur le web en 1999 comme un ensemble de quatre-vingt-quinze thèses, puis est publié sous forme de livre en 2000 avec les thèses prolongées de sept essais. Ce manifeste porte sur l'impact de l'Internet sur le marketing.

## Vue d'ensemble
Le Cluetrain Manifesto est écrit et posté sur le Web en mars 1999,, par Rick Levine, Christopher Locke, Doc Searls, et David Weinberger. Une version révisée et étendue est ensuite publiée sous forme de livre sous le titre The Cluetrain Manifesto: The End of Business as Usual en 2000.
La thèse centrale de cet essai est la suivante : « les marchés deviennent des conversations entre les entreprises et les consommateurs potentiels ». De ce fait, le web va transformer le contenu et la nature des communications marketing. À la différence des médias traditionnels utilisés dans le marketing de masse, ce nouveau mode de communication permet des conversations entre consommateurs, et entre les consommateurs et les entreprises. Le texte rappelle également que « les marchés sont constitués d'êtres humains, pas de secteurs démographiques. Les liens hypertextes subvertissent la hiérarchie ».
Les technologies énumérées dans la publication pour permettre ces conversations incluent l'e-mail, des groupes de discussion, les listes de diffusion, le chat, et les pages web. Des technologies plus récentes (comme les blogs et les wikis) ne sont pas mentionnées. Le manifeste a été publié après l’apparition du moteur de recherche Google mais avant l'émergence en force des nouveaux réseaux sociaux : Facebook est lancé en 2004, Twitter en 2006, etc.
La structure de l'essai en 95 thèses fait allusion aux 95 thèses de Martin Luther, un texte central de la réforme protestante.
Le terme cluetrain provient d'une citation sur une entreprise en déclin : « Le "clue train (train d'indices) s'est arrêté quatre fois par jour pendant dix ans sans qu'ils ne réagissent. »
Le Cluetrain Manifesto est republié en 2010, avec des extensions, en une édition d'anniversaire. En 2015, deux des auteurs, Doc Searls et David Weinberger, diffusent un texte complémentaire qui constitue aussi un suivi du premier manifeste :  New Clue (Nouveaux Indices).

## Accueil
Les quatre-vingt-quinze thèses postées sur le web reçoivent des critiques positives dans des publications importantes telles que le San Jose Mercury News et le Wall Street Journal. Elles sont également largement discutées en ligne.
Le livre devient rapidement un best-seller des livres de business, et entre dans le top dix des Best-Sellers of 2000 (sélection de livres pour l'an 2000 du  Business Week).
Le Cluetrain Manifesto a exprimé les « principes directeurs des médias sociaux des années avant même que Facebook et Twitter n'existent. ». Il est également considéré comme un texte de base dans le domaine du marketing interactif,. Advertising Age proclame en 2006 que « la grande vision décrite en 1999 par ce manifeste est en train de se réaliser. Les consommateurs prennent le contrôle, les marchés sont des conversations et le marketing est en constante évolution ». Le livre a été critiqué pour son expressivisme. Certains critiques considèrent que l'accueil du public a eu un caractère presque religieux. John C. Dvorak, par exemple, considère que cet accueil reflète une pensée caractéristique du boom de l'internet, avec une « apparente foi en cette vision  étrange et idéaliste de l'homme dans un monde New Age »,.
D'autres critiques soulignent le fait que l'Internet ne peut pas être conçu simplement comme "une conversation" ou que l'activité humaine en ligne ne peut pas être réduite à la notion de "conversation".
Des commentateurs soulignent enfin que certaines prédictions échouent à se matérialiser.